# Aitor Ariño
Aitor Ariño Bengoechea (født 5. oktober 1992 i Penarth, Wales) er en walisisk/spansk håndboldspiller som spiller for FC Barcelona og Spaniens herrehåndboldlandshold.
Han deltog under EM i håndbold 2020 i Sverige/Østrig/Norge.